# Il favorito di Schonbrunn
Il favorito di Schonbrunn (Der Günstling von Schönbrunn) è un film muto del 1929 diretto da Erich Waschneck e Max Reichmann. Quest'ultimo diresse le parti parlate del film.

## Produzione
Il film fu prodotto dalla Greenbaum-Film.

## Distribuzione
Distribuito dalla Bayerische Film, uscì nelle sale cinematografiche tedesche nel 1929, presentato in prima a Berlino il 16 settembre 1929. Il 18 novembre, il film uscì in Finlandia il 18 novembre e il 24 dicembre in Portogallo. In Austria, prese il titolo di Maria Theresia. In Italia, la Greenbaunn lo distribuì con il visto di censura 25184 rilasciato in data 31 agosto 1929 in una versione di 2.690 metri.